# Écofestival
 (décembre 2020).
Un écofestival (ou éco-festival) est un événement organisé selon des règles et un référentiel exigeant permettant de réduire l’empreinte écologique de celui-ci sur la planète.
Pour son organisation, on[Qui ?] recherche avant tout à utiliser des ressources et matières premières écologiques et locales, produites sur place dans un rayon de moins de 200 km[réf. souhaitée], une alimentation biologique locale ou régionale de saison, et à économiser, de façon intelligente voire ludique, les ressources nécessaires (électricité, eau potable, papier, carburant…), à réduire les déchets à la source (en limitant au minimum l’usage de produits jetables, dont la destruction et incinération est source de pollution pour les rivières et l’air que l’on respire).
L'énergie électrique utilisée avant, pendant et après le festival doit être réduite au minimum grâce à des plans de descente énergétique et doit être produite principalement via des sources d'énergies renouvelables (hydraulique, solaire, éolien, géothermie, biomasse) ne produisant pas de déchets radioactifs.
Des toilettes sèches sont mis en place afin d'éviter que des millions[réf. nécessaire] de litres d’eau potable ne soient gaspillés en pure perte chaque année à chacun de ces événements. Des solutions sont proposées au public, afin qu'il se rende au festival de la façon la plus écologique possible (vélo, train + vélo, sites web de covoiturage, bateau, marine à voile...), sans véhicule individuel ni avion.
On[Qui ?] recense actuellement[Quand ?] un nombre croissant de festivals et d'événementiels revendiquant l'appellation écofestival, même si celui-ci est encore trop souvent utilisé de façon abusive par des structures qui se contentent de pratiquer un tri sélectif des déchets minimaliste (sans en réduire la masse), et de consigner les verres en plastique lavable au bar du festival.[réf. nécessaire]